# Llista de prínceps d'Acaia
Aquesta és la llista de prínceps d'Acaia, que foren prínceps feudals llatins que van governar el Principat d'Acaia, un dels estats creats després de la conquesta de Constantinoble pels croats el 1204.

Escut del Principat d'Acaia

## Dinastia Champlitte
- (1205-1209) Guillem I d'Acaia (Guillaume de Champlitte) 
  - (1209) Hug de Champlitte, regent

## Dinastia Villehardouin
Quan Demetri de Montferrat, rei de Tessalònica, li garantí la successió en el seu regne a Hug de Champlitte si l'ajudava a lluitar contra la invasió del Despotat de l'Epir, Hug de Champlitte cedí el Principat d'Acaia a Jofre de Villehardouin (Geoffroi de Villehardouin), raó per la qual se l'anomena Jofre I d'Acaia.
- (1209-1218) Jofré I d'Acaia (Geoffroi de Villehardouin)
- (1218-1246) Jofré II d'Acaia (Geoffroi de Villehardouin) (fill)
- (1246-1278) Guillem II d'Acaia (Guillaume de Villehardouin) (germà)

## El Tractat de Viterbo i el problema successori
Seguint l'acordat al Tractat de Viterbo, Guillem II d'Acaia casà la seva filla Isabel I d'Acaia amb Felip d'Anjou-Nàpols, fill del seu senyor Carles I d'Anjou. Però Felip d'Anjou-Nàpols morí el 1277 i finalment, seguint el tractat, Guillem II d'Acaia cedí directament el Principat d'Acaia a Carles I d'Anjou, rei de Sicília. Aquest el cedí al seu altre fill, Carles II d'Anjou, qui el retornà en feu a la seva cunyada vídua Isabel I d'Acaia.
- (1278-1285) Carles I d'Anjou
- (1285-1289) Carles II d'Anjou (fill)
- (1289-1307) Isabel I d'Acaia (filla de Guillem II d'Acaia i cunyada de Carles II d'Anjou)
  - (1289-1297) Florenci d'Hainaut (consort) (2n marit)
  - (1301-1307) Felip I del Piemont (consort) (3r marit)

## Període dels 2 Pretendents al Principat d'Acaia, (1307-1363)
El 1306 però, Carles II d'Anjou acusà de deslleialtat a Isabel I d'Acaia i al seu segon marit Felip I del Piemont, privant-los del principat. Isabel I d'Acaia mai no va reconèixer la confiscació de Carles II d'Anjou, però Felip I del Piemont, segon marit d'Isabel I d'Acaia, renuncià als seus drets el 1307. Quan aquesta Isabel va morir el 1312, el títol passà a Felip I de Tàrent. Aquest el cedí en feu el 1313 a Matilda d'Hainaut, filla del primer matrimoni d'Isabel I d'Acaia.
Aleshores, una segona filla de Guillem II d'Acaia, Margarida d'Acaia, protestà contra l'expropiació que s'havia fet contra la seva germana i reclamà per a si mateixa el principat. Les seves pretensions foren infructuoses, però traspassà els seus drets a la seva filla, Isabel de Sabran. Aquesta es casà amb l'infant Ferran de Mallorca, qui reclamà per a si el Principat d'Acaia sobre la base dels drets de la seva muller i n'inicià la conquesta.
| - (1307-1312) Felip I de Tàrent, (tercer fill de Carles II d'Anjou) - (1313–1316) Matilda d'Hainaut - (1313–1316) Lluís de Borgonya (consort) A la mort de Lluís de Borgonya, el principat fou cedit per tractat al seu germà Eudes IV de Borgonya. El 1320 Eudes vengué els seus drets a Lluís I de Borbó, qui al seu torn els revengué de nou a Felip I de Tàrent el 1321. Finalment Felip I de Tàrent els cedí al seu germà menor Joan I de Gravina. - (1316–1320) Eudes IV de Borgonya (germà de Lluís de Borgonya) - (1320–1321) Lluís I de Borbó (comprador) - (1321–1333) Joan I de Gravina El 1333 Joan I de Gravina bescanvià el Principat d'Acaia amb el seu nebot Robert II de Tàrent. Aquest renuncià als seus drets en favor de la seva cunyada Joana I de Nàpols, el 1373. - (1333–1364) Robert II de Tàrent (nebot de Joan I de Gravina) - (1364–1374) Felip II de Tàrent (germà de Robert II de Tàrent) - (1374–1381) Joana I de Nàpols (esposa de Lluís I de Tàrent i per tant, cunyada de Felip II de Tàrent) - (1349-1375) Jaume IV de Mallorca (espòs) | - (1307-1313) Margarida d'Acaia, (reclamació) - (1313-1315) Isabel de Sabran 1313-1315 (filla) - (1315-1316) Ferran de Mallorca (consort i conqueridor de part del principat) - (1316-1349) Jaume III de Mallorca (fill) - (1349-1375) Jaume IV de Mallorca - (1375-1381) Joana I de Nàpols (esposa) |

Pel matrimoni de 1363 entre Jaume IV de Mallorca i Joana I de Nàpols s'uneixen les dues branques pretendents.

## Període d'un únic pretendent al Principat d'Acaia, (1375-1383)
- (1373–1381) Joana I de Nàpols
  - (1349-1375) Jaume IV de Mallorca (unió de branques)
  - (1375-1381) Otó IV de Brunswick (consort)
- (1381-1383) Jaume dels Baus (net de Felip I de Tàrent)
- (1383-1386) Carles III de Nàpols

## Període dels 5 pretendents al Principat d'Acaia, (1383-1396)
- Govern dels vicaris 1383-1396; interregne. El Principat d'Acaia veié fins a cinc pretendents, cap dels quals no pot ser considerat com a príncep efectiu malgrat la influència de la companyia navarresa. El 1396 Pere de San Superano es proclamà príncep.

## Període d'un únic pretendent al Principat d'Acaia, (1396-1432)
- (1396-1402) Pere de San Superano
- (1402-1404) Maria II Zaccaria 1402-1404 (esposa)
- (1404-1429) Centurió II Zacaries, baró d'Arcàdia fins al 1432

## Conquesta pel Despotat de Morea
- Tomàs Paleòleg (gendre) 1429-1460

## Conquesta Otomana
- Imperi Otomà 1460-1699
- Ocupació veneciana 1699-1715
- Imperi Otomà 1715-1828

## Governadors francs en absència dels prínceps
- Hug de Champlitte 1209
- Jofre o Jofré de Villehardouin 1209-1210 (després príncep)
- Hug de Sully 1278
- Gallerà d'Ivry 1278-1280
- Felip de la Gones 1280-1282
- Guiu de la Tremouille 1282-1285
- Guillem I de la Roche, duc d'Atenes (1280-1287) 1285-1287
- Nicolau II de Saint Omer (duc de Tebes 1258-94) 1287-1289
- Guiu de Lille de Charpigny 1289- ?
- Ricard de Cefalonia 1297-1300
- Nicolau III de Saint Omer (duc de Tebes 1299-1314) 1300-1302
- Nicolau III de Saint Omer (segona vegada) 1305-1307
- Guiu II de la Roche (duc d'Atenes 1287-1308) 1307-1308
- Bertino Visconti 1308- ?
- Gil de la Planche 1311
- Nicolau de Joinville 1324
- Bertran de Beau 1338
- Centurió I Zaccaria (baró de Kalanutza 1345-82) 1366
- Mahiot de Coquerel 1381-1386
- Pere de San Superano 1386-1392, després duc